# Rivière Borosa
La rivière Borosa est une petite rivière, affluent du Guadalquivir, qui coule dans le Parc naturel des Sierras de Cazorla, Segura et les Villas, précisément dans la Sierra de Cazorla et, sur quelques tronçons, dans la Sierra de Segura. Sa naissance est constituée du Nacimiento de Aguas Negras, ruisseau de Valdeazores, et le Manantial de los Órganos (toutes les petites sources et résurgences de la zone du Salto de los Órganos) et d'autres sources secondaires, et se trouve sur le territoire communal de La Iruela, dans la province de Jaén, Espagne. 
Elle coule aussi, sur certaines parties de son cours, dans les communes de Cazorla, Santiago-Pontones et Santo Tomé (Jaén).

## Cours
Le Borosa naît dans la lagune de Aguas Negras et, après un bref parcours, ralentit dans le barrage de Feda ou Aguas Negras, où il reçoit les eaux du ruisseau de Valdeazores. Il tombe ensuite par la cascade du Salto de los Órganos, puis la Cascade de La Calavera, sous les Tunnels du Picón del Haza de Abajo à 1493 mètres, traverse les gorges de Puente Toba, Puente Piedra et d'Elías, où il ramasse les eaux du ruisseau de la Orada. Cette zone est l'un des sites touristiques les plus importants de la Sierra de Cazorla et de Segura. Plus loin il reçoit les eaux du ruisseau de las Truchas, et après avoir parcouru 11 km, à la hauteur de la Casa de Tablas, débouche dans le Guadalquivir dont il constitue le principal affluent avant que celui-ci soit retenu dans le lac artificiel du Tranco.
Sur son parcours, à la hauteur de la Cascada de Tres Colas, le Borosa traverse des édifices de travertin.

## Affluents
Le Borosa reçoit par la gauche le ruisseau Valdeazores, qui lui-même reçoit le ruisseau Valdeazorillos dans la lagune de Valdeazores. Du même côté il reçoit aussi les ruisseaux Tabarrera, Tejo, de la Orada et des Truchas qui à son tour reçoit le ruisseau de la Gracea.
Par la droite il reçoit les ruisseaux de los Villares et du Ruejo.

## Activités sportives
L'une des routes de randonnée les plus connues de la sierra de Cazorla et Segura est celle qui longe la rivière Borosa, depuis la Pisciculture jusqu'au barrage de la Feda et à la lagune de Valdeazores,. Les points remarquables de l'itinéraire sont: le Charco de la Cuna, le Charco de la Gracea, la Cerrada de Elías, La Cerrada de Puente Piedra, la Cerrada de Puente Toba, la Cascade du Rebosadero, le Salto de los Órganos (petit et grand), le Barrage de la Feda ou le Nacimiento de Aguas Negras, et la lagune de Valdeazores où se joignent les ruisseaux de Valdeazores, qui vient de Fuente Bermeja, et Valdeazorillos, qui vient de la Nava de Paulo. A partir du début de l'itinéraire, juste avant la Fuente de los Astilleros, part le sentier qui mène à las Banderillas.
La pêche sportive est autorisée dans le Borosa, d'une part de la truite commune dans la zone sans mort, d'autre part de la truite arc-en-ciel, espèce allochtone, dans la partie intensive du clos, qui correspond au tronçon bas de la rivière. Le mode de pêche le plus répandu est la pêche à la mouche, bien que d'autres modalités se pratiquent.

## Végétation

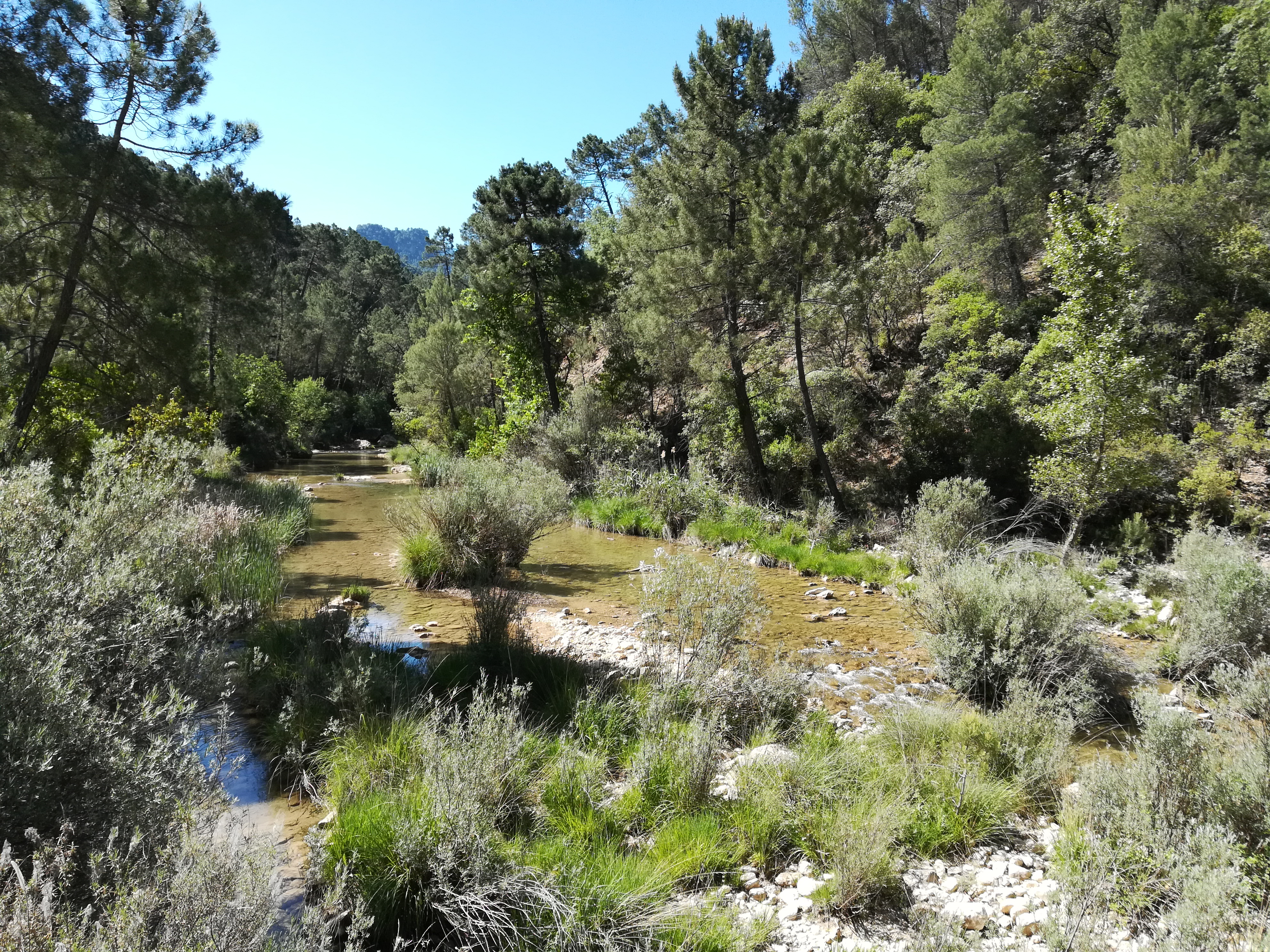
Végétation le long de la rivière Borosa.

La végétation que l'on peut observer dans la zone est très luxuriante, et caractéristique du reste de la sierra: Pinus halepensis (pin d'Alep); Pinus nigra (pin noir); Pinus pinaster (pin maritime); Quercus ilex (yeuse); Buxus sempervirens (buis); Juniperus phoenicea (genévrier de Phénicie); Juniperus communis (genièvre), principalement. 
Un endémisme de la Sierra facilement observable dans les parois rocheuses de la Cerrada de Elías est la plante carnivore Pinguicula Vallisnerifolia (attrape-mouches).

## Exploitations
Outre l'exploitation touristique, importante à certaines dates, de lieux tels que la Cerrada de Elías ou le Nacimiento de Aguas Negras, on obtient de cette rivière de l'énergie hydraulique dans la centrale hydroélectrique du Borosa, qui profite du dénivelé dans le Salto de los Órganos. La rivière permet aussi l'élevage de truites dans une pisciculture située dans la partie basse de la rivière.